# Rilaj Maam
Rilaj Maam ou Rijlaj Mam est un nahual du peuple maya Tz'utujils de la ville de Santiago Atitlán sur les rives du lac Atitlán, dans le département montagneux de Sololá. Il est vénéré comme le « gardien protecteur » des Tz'utujils étant donné leur condition de peuple colonisé. La tradition populaire dit que ce personnage est un arbre de tz'atel (Tz'ité) (ou Erythrina americana) arbre commun dans les régions de Méso-Amérique et qui aux temps mythologiques était considéré comme le protecteur du village. Les anciens sculpteurs sculptaient le tronc de cet arbre et fabriquaient le corps et le masque de Rilaj Mam, et avec le bois de ses racines ils sculptaient le corps et le masque de María Kastalyan  - Ya Peska Ch'ouriek -, la version féminine du Rilaj.
Ce nahual est plus connu depuis la colonisation sous le nom de Maximón ou San Simón, et à ce titre il figure au catholicisme populaire de ces contrées.

## Description
Rilaj Maam - ce qui veut dire selon la traduction du tz'utujil : « El Gran Abuelo » « l'arrière grand-père »  - aussi appelé  Maximón, est une divinité ancestrale, aussi ancienne que l'existence des villages originels mayas. Selon la tradition orale, cette divinité fut créée en même temps que la création de la Terre ; dans le Popol Vuh ancien texte précolombien de la Mythologie maya, Rilaj Maam est chargé de protéger les humains